# 5671 Chanal
5671 Chanal (1985 XR) là một tiểu hành tinh vành đai chính được phát hiện ngày 13 tháng 12 năm 1985 bởi CERGA ở Caussols.